# 宝林寺 (南魚沼市)
宝林寺（ほうりんじ）は、新潟県南魚沼市にある曹洞宗の寺院である。開山は、文明3年(1471年)。山号は飯士山。 

## 概要
文明3年（1471年)、臨済宗円覚寺派、関興庵の末宝林庵として開創。6代のち永禄年間(1558年～1569年)、乱世のため無住。天正7年（1579年）雲洞庵十二世玄林退董が隠寮として以来曹洞宗となる。後に玄林から九代目の龍門が諸堂宇を再建し、現寺号に改宗。延宝3年（1675年）大原より現在地に移転。2018年9月8日、「寺フェス」を25代目の大海宏哉（だいかいこうさい）住職が開催。

## 山内
- 天文3年（1534年）、石上神社（いそのかみじんじゃ、宝林庵二世勧請）紀元二千六百年記念行事大増改築の際、書画69点が格天井として献上[3][4]。
- 享保16年（1731年）、本堂
- 寛延3年（1750年）、秋葉大権現(宝林寺中興の祖九世勧請)
- 文政5年（1822年）、金毘羅大権現(宝林寺十六世勧請)
- 昭和52年（1977年）、庫裏
- 平成元年（1989年）、普陀三十三観音(宝林寺二十四世造立)
- 裏山の秋葉山（477メートル、舞子城跡）に普陀三十三観音を巡る、遊歩道がある（約1時間）
- 宝物殿

## 周辺
- 舞子スノーリゾート・魚野川
- 道の駅南魚沼・大沢山温泉

## 交通アクセス
- 鉄道

上越新幹線越後湯沢駅より、上越線・北越急行ほくほく線六日町駅下車、南越後観光バス、六日町駅角から湯沢～塩沢～六日町線（大木六・舞子経由）で約25分。上舞子下車、徒歩約2分。
- 自動車

関越自動車道塩沢石打インターチェンジから新潟県道28号塩沢大和線で約5分。